# Мойинти
Мойинти́ (каз. Мойынты) — селище у складі Шетського району Карагандинської області Казахстану. Адміністративний центр Мойинтинської селищної адміністрації.
Населення — 1860 осіб (2021; 2235 у 2009, 2636 у 1999, 2423 у 1989).